# La Fiancée qui venait du froid
Pour plus de détails, voir Fiche technique et Distribution.
La Fiancée qui venait du froid est une comédie française réalisée en 1983 de Charles Nemes sortie en 1983.

## Synopsis
Mars 1980. Réalisateur de films publicitaires, Paul héberge Maurice chez lui. Maurice, c'est un drôle de type, quelqu'un qui s'incruste et qui vit de combines. Surtout lorsque Paul, comme c'est souvent le cas, n'est pas chez lui. Rentrant un jour de voyage, celui-ci a la surprise de trouver Anne devant lui, celle qui l'a quitté deux ans plus tôt. Son but aujourd'hui, ce n'est pas de revenir vivre avec Paul, mais de lui faire épouser une Polonaise qui pourra ainsi quitter son pays où elle vient de passer deux ans en prison et où son opposition au régime est devenue trop voyante. L'idée est inattendue, mais Paul finit par accepter...

## Fiche technique
- Réalisateur : Charles Nemes
- Scénario : Charles Nemes
- Photographie : Georges Barsky
- Musique : Robert Charlebois
- Régisseur : James Megis
- Année : 1983
- Durée : 1h35
- Genre : Comédie romantique
- Date de sortie : 21 septembre 1983

## Distribution
- Thierry Lhermitte : Paul Monet
- Barbara Nielsen : Zosia
- Gérard Jugnot : Maurice
- Sophie Barjac : Anne
- Alexandra Szypulska : Ula
- Stephan Paryla : Marek
- Wlodek Press : Alexandre
- Catherine Sauvage : La mère de Paul
- Ida Krottendorf : La mère de Zosia
- Pierre Charras : Le frère de Paul
- Eugeniusz Priwieziencew : Lech
- Sébastien Floche : Le maître d'hôtel
- Mariusz Pujszo : un syndicaliste polonais

## Accueil

### Accueil critique
Pour le magazine Télé 7 jours, La Fiancée qui venait du froid n'a « pas vraiment de mise en scène, mais un film fourre-tout, prétexte à des gags auxquels se prêtent sympathiquement Thierry Lhermitte et Gérard Jugnot ».
Bernard Génin de Télérama se montre moins sévère. "Le point de départ est joli : opposer la frivolité d'un pur représentant de la société de consommation à la gravité et la maturité d'une jolie femme politisée. Charles Nemès réussi de sympathiques glissements de ton, bifurquant de la comédie au drame, en posant quelques questions essentielles."